# Latina britanică

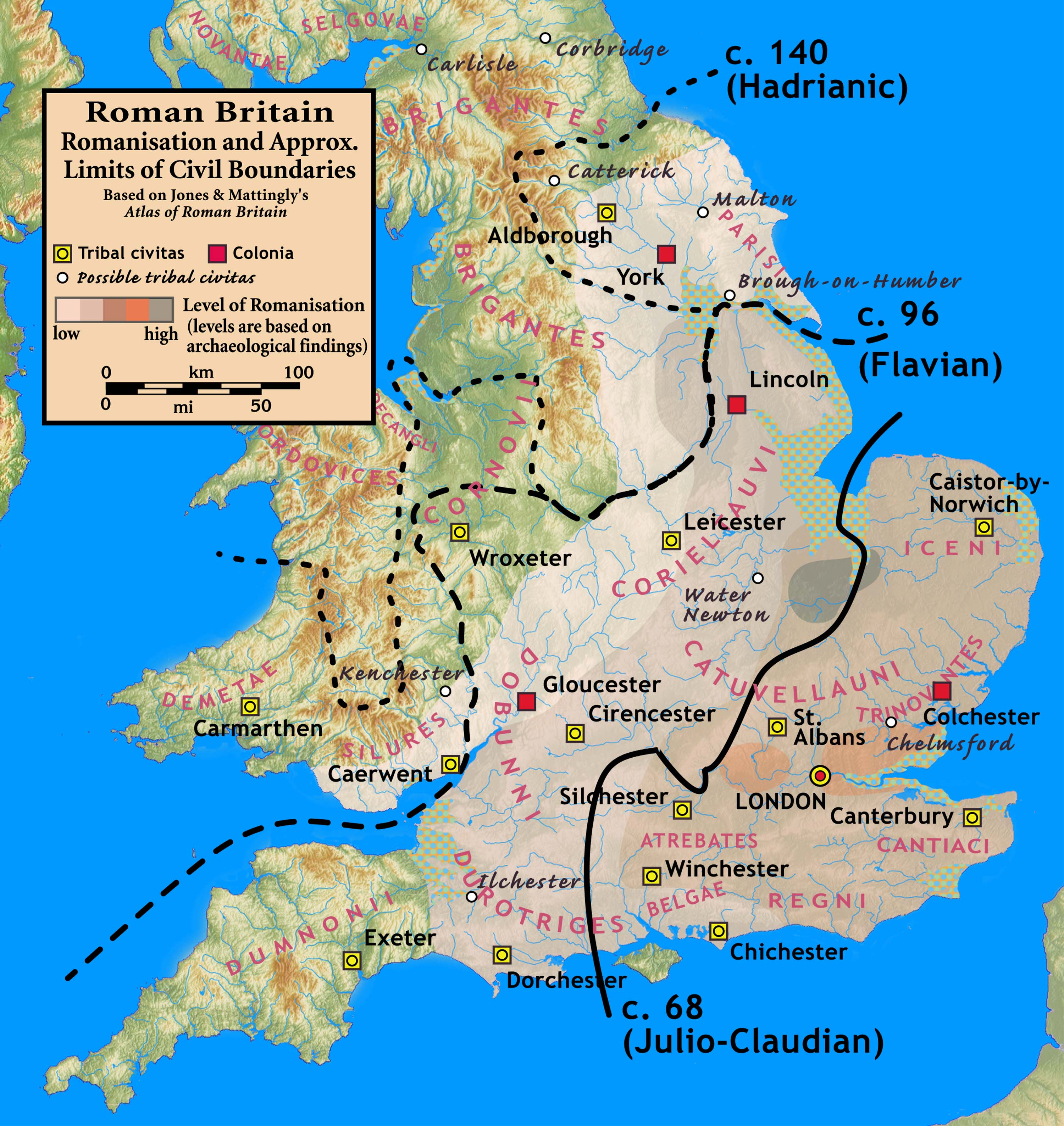
Grade relative de romanizare, bazate pe arheologie. Procesul de romanizare a fost cel mai intens în regiunile sud-estice. La vest de o linie de la Humber la Severn, inclusiv Cornwall și Devon, romanizarea a fost minimă sau inexistentă.

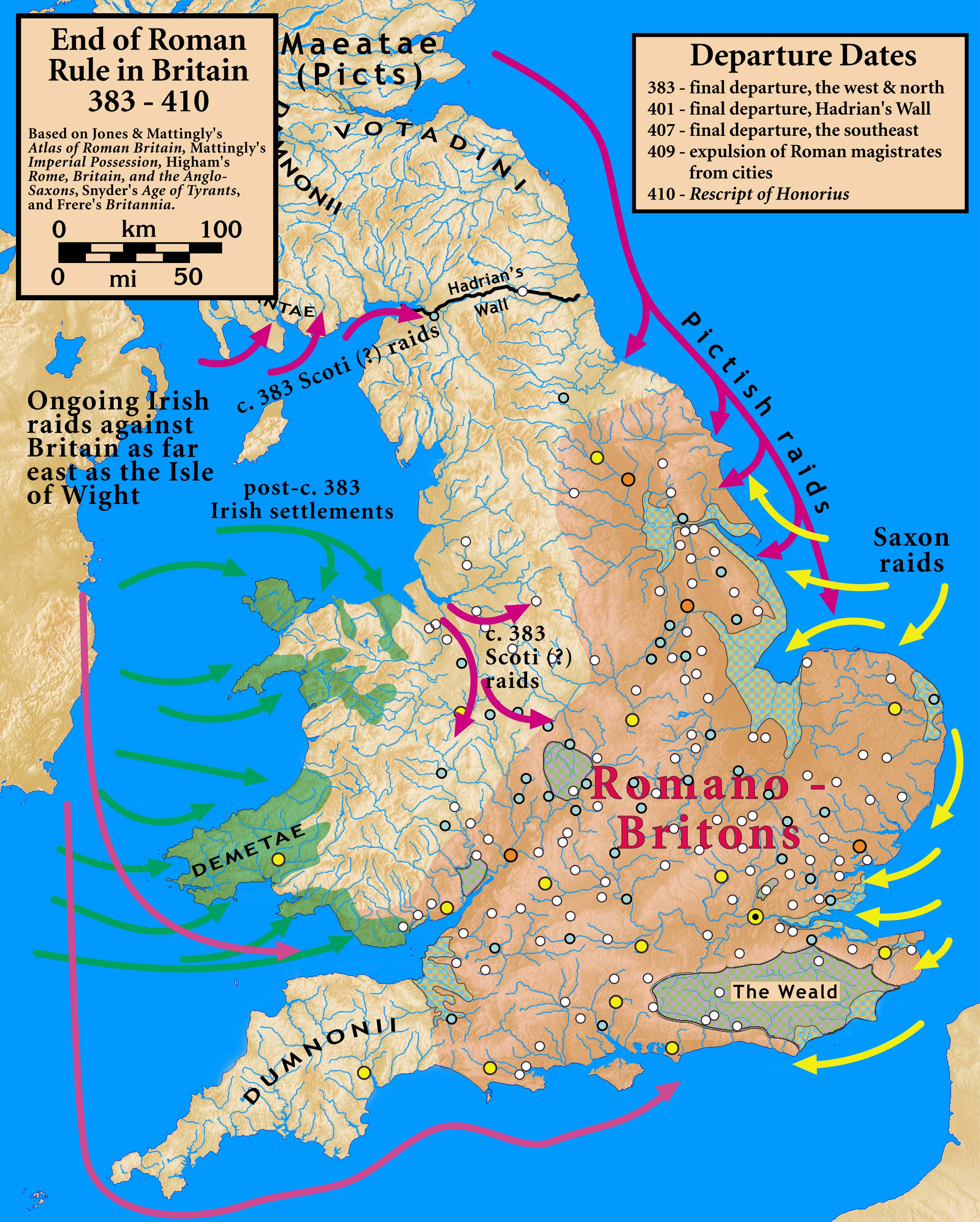
Marea Britanie la sfârșitul conducerii romane arătând zona romano-britanică din zona sudică

Latina britanică sau latina britanică vulgară este varianta de latină vulgară vorbită în Marea Britanie în timpul perioadei romane și postromane. Pe durata conducerii romane, limba latină era limba principală a elitelor din nord și a orășenilor din zonele mai romanizate în părțile din sudul și estul Britaniei. Zonele nordice și vestice ale insulei nu au fost la fel de puternic romanizate și prin urmare limba britonică a populației native s-a menținut. Mai recent, specialiștii au dezbătut măsura în care latina britanică se deosebea de dialectele latinești continentale, din care s-au dezvoltat limbile romanice.
După sfârșitul conducerii romane, latina a fost înlocuită ca limbă vorbită de engleza veche în cea mai mare parte a insulei în timpul invaziilor anglo-saxone din secolele al V-lea și al VI-lea. Cu toate acestea, limba latină a rezistat în restul regiunilor celtice din vestul Marii Britanii până în anul 700, când a fost înlocuită de limbile britonice locale.

## Context
La începutul conducerii romane, în anul 43 d.Hr, Marea Britanie era locuită de populația autohtonă britanică, care vorbeau limba celtică cunoscută sub numele de limba britonică. Anglia romană a durat aproape patru sute de ani până la începutul secolului al V-lea. Pentru cea mai mare parte a istoriei sale, a cuprins ceea ce urma să devină Anglia și Țara Galilor până la Zidul lui Hadrian. Totuși, pentru perioade mai scurte, s-a extins mai la nord acoperind regiuni care corespund astăzi Scoției.